# Šajkovac
Shajkoc en albanais Shajkofc est une localité du Kosovo située dans la commune/municipalité de Podujevë/Podujevo, district de Pristina (Kosovo) ou district de Kosovo. Selon le recensement kosovar de 2011, elle compte 1 504 habitants, dont 1 500 Albanais.

## Démographie

### Évolution historique de la population dans la localité
| 1948 | 1953 | 1961 | 1971  | 1981  | 1991  | 2011  |
| ---- | ---- | ---- | ----- | ----- | ----- | ----- |
| 726  | 819  | 896  | 1 053 | 1 259 | 1 403 | 1 504 |

|  |